# Simon van Woerden
Simon van Woerden (Arnhem, 20 juni 1902 – Soest, 20 augustus 1993) was een Nederlands architect.
Hij was zoon van Johanna van der Heide en Jacob van Woerden. Hijzelf was getrouwd met Elisabeth van Havelaar. Zoon Dan van Woerden werd eveneens architect (met Flip Holvast).
Hij kreeg zijn opleiding aan de Kunstnijverheidsschool Quellinus Amsterdam en de School voor Bouwkunde, Versierende Kunsten en Kunstambachten. Na zijn studie werd hij enige tijd in verband gebracht met De 8 en Groep '32. Hij vormde met Hendrik Jacobus Schneider een architectenduo/kantoor te Soest, dat later de naam kreeg Van Woerden, Schneider en Duermeijer, dat overging in Architektenburo Duermeijer Verweij Messnig, waarvan hij enige tijd als grondlegger mededirecteur was.
Enkele gebouwen waaraan Van Woerden werkte:
- het Stadhuis van Huizen (samen met Arthur Staal )
- de verzorgingsflat Koornhorst in Amsterdam-Zuidoost (jaren 1970)
- de verzorgingsflat Leo Polakhuis in Amsterdam Nieuw-West
- Johanneskerk in Amersfoort
- Bethelkerk in Amsterdam-Noord (Plejadenplein, 1958) (gemeentelijk monument)
- en de daarop sterk gelijkende kerk De Opgang uit 1959 te Beverwijk, die al in 1987 gesloopt werd (aldus Reliwiki, 6 september 2024)
- Tituskapel, Amsterdam Nieuw-West (1968)

Hij was lid van de Bond van Nederlandse architecten (BNA).
Ten tijde van zijn overlijden was hij al jaren met pensioen en woonde aan de Wiardi Beckmanstraat in Soest. Hij werd begraven op de Algemene Begraafplaats Soest aan de Veldweg aldaar.
- Biografisch Portaal: 38730232
- RKD-Nederlands Instituut voor Kunstgeschiedenis: 131085